# Donnybrook (West-Australië)
Donnybrook is een plaatsje in de regio South West in West-Australië. Het ligt 210 kilometer ten zuiden van Perth, langs de South Western Highway tussen Boyanup en Kirup. Het dorp is het centrum van de appelproductie in West-Australië en staat bekend om zijn zomereiken.

## Geschiedenis
Het dorp Donnybrook werd gesticht in 1894. George Nash en enkele anderen vestigden er zich rond 1842. Ze noemden het plaatsje Donnybrook naar een buitenwijk van Dublin in Ierland vanwaar ze afkomstig waren. Hun onderneming mislukte en in februari 1843 verlieten ze het plaatsje alweer.
In 1893 kwam er een spoorweg om landbouw- en fruitproducten, hout en zandstenen te vervoeren. Tegen 1898 had het dorp 430 inwoners bestaande uit 294 mannen en 136 vrouwen. Vanaf 1900 werd Donnybrook een officieel weerstation. In tegenstelling tot de meeste weerstations, die bij postkantoren gelegen waren, onderhield het stationspersoneel de meetinstrumenten en hield het de statistieken bij.
Zes kilometer ten zuiden van het dorp ontdekte Richard Hunter in 1897 goud. Hij liet zich uitkopen door Fred Camilleri, een bekende goudzoeker uit Kalgoorlie. Camilleri was in staat de interesse te wekken van de befaamde Poolse geoloog Modest Maryanski. Het was op basis van het rapport van Maryanski dat een nieuw bedrijf "Donnybrook Goldfields Ltd" in 1899 op de London Stock Exchange werd geïntroduceerd. Een mini goldrush ontstond. De regering ontwikkelde het Donnybrook-goudveld en maakte plannen voor een nieuw dorpje genaamd Goldtown. Uit de census van 1901 blijkt dat er 200 goudzoekers op het goudveld verbleven. In 1902 werden er 102 arbeiders in de Hunters Venture-mijn tewerkgesteld. De goldrush was echter van korte duur en de Hunters Venture-mijn sloot in 1903. In het gebied werd terug naar goud gezocht tijdens de grote depressie. De plaatselijke bewoners Laurie & Foster Payne vonden er 2,89 kilogram goud (102 ounces). In de jaren 1980 werd met modernere technologieën nogmaals gezocht maar verder investeren bleek onrendabel. In 1997 werd de mijn gerenoveerd, een boomgaard aangeplant en het gebied werd een toeristische trekpleister die appelcider verkoopt.
In de jaren 1930 waren er 8 zandsteengroeves in Donnybrook en omgeving. De zandstenen sieren de Memorial Hall in Donnybrook en verschillende gebouwen in Perth en elders. Tegenwoordig is er nog maar één zandsteengroeve open.
In 1986 werd het spoorwegstation van Donnybrook gesloten. Eind jaren negentig werd het gerenoveerd, geklasseerd en nam het toerismekantoor er zijn intrek in. Het hoofdspoor wordt nog gebruikt. Houtsnippers worden van Manjimup naar Bunbury gevoerd over de lijn.

## Industrie
Donnybrook ligt in het centrum van de West-Australische appelindustrie. In 1900 werd er de eerste granny smith appelboom geplant maar de appelindustrie kwam pas echt van grond na de Eerste Wereldoorlog. Appelen worden geoogst van maart tot mei en de bomen staan in bloei in oktober. Tussen november en juni werken er veel backpackers mee aan de fruitoogst.
Andere industrieën in Donnybrook zijn zandsteen, hout, wijn, rundvlees, toerisme en zuivel.

## Toerisme
Het Tourist Visitor Centre huist in het oude treinstation van Donnybrook en er is een tentoonstelling met spoorwegmemorablia. In 2008 opende het Donnybrook Apple Fun Park, toentertijd het grootste gratis speelplein van Australië.
Zes kilometer ten noorden van Donnybrook ligt het Glen Karaleea Deer Park met daarin veel herten en de Lady William Apple Tower, een toren met een 5 ton wegende appel erbovenop, vanwaaruit men de omgeving kan aanschouwen.
De Anchor & Hope Inn werd gebouwd in 1845 en biedt nog steeds logies en ontbijt. Het is de oudste hofstede uit het district.
Australiës grootste zomereik staat in het Donnybrook Railway Precinct. De boom werd geplant rond 1890. Er ligt een tijdcapsule onder.

### Appelfestival
Het tweejaarlijkse appelfestival vindt sinds 1954 plaats in de paasperiode. De inwoners van Donnybrook verzamelen dan in Egan Park om de appel te vieren. Het festival omvat onder meer de bekroning van de Apple Queen en een parade. Tijdens de parade zegent de katholieke kerk de heilige appel om een goede oogst te verzekeren voor de volgende jaren. In 2014 werd het 60-jarig bestaan van het festival gevierd en vanaf 2015 werd het appelfestival omgedoopt naar het Harvest and Arts Festival Donnybrook.

## Galerij

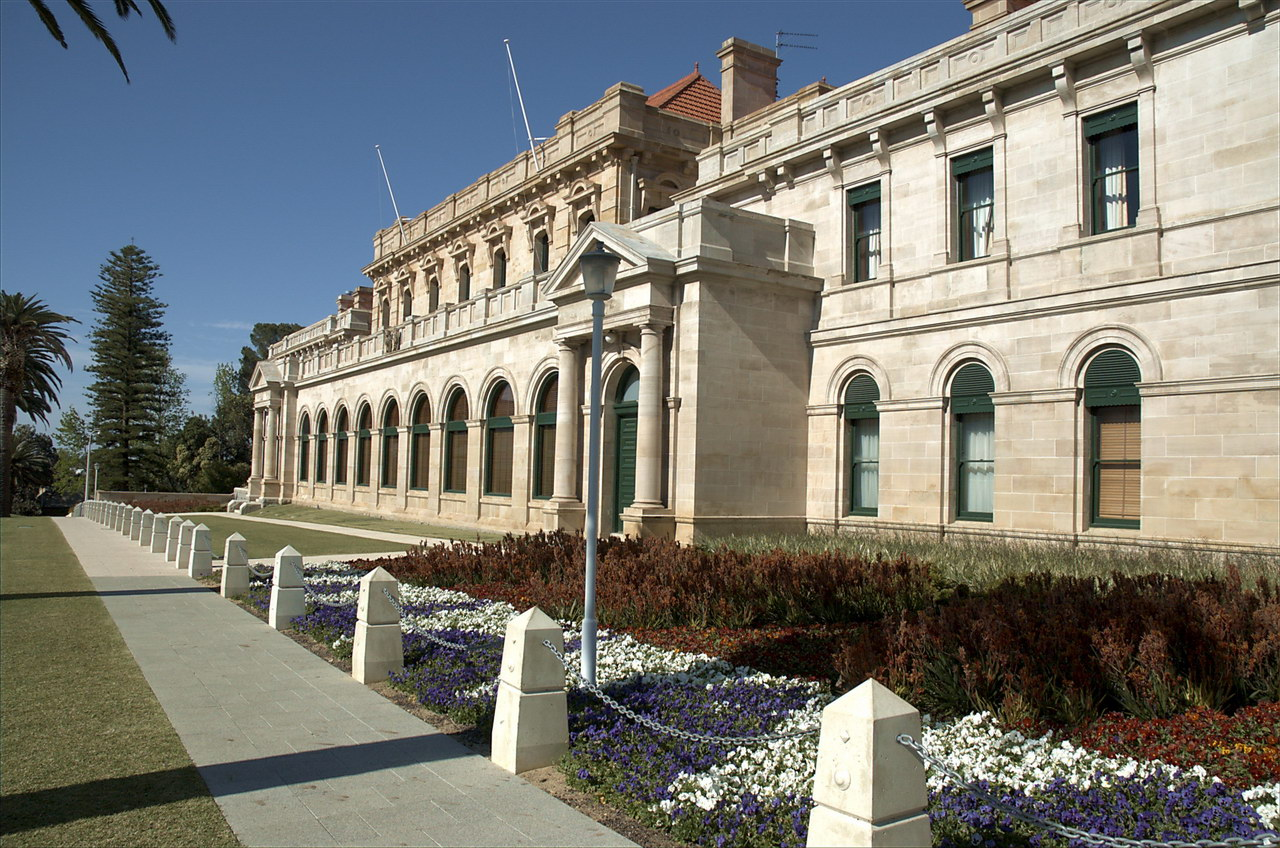
Parlement Perth met zandstenen gevel uit Donnybrook
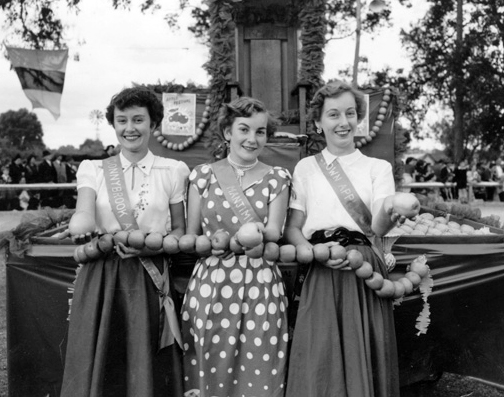
Donnybrook Apple Queen finalistes 1954
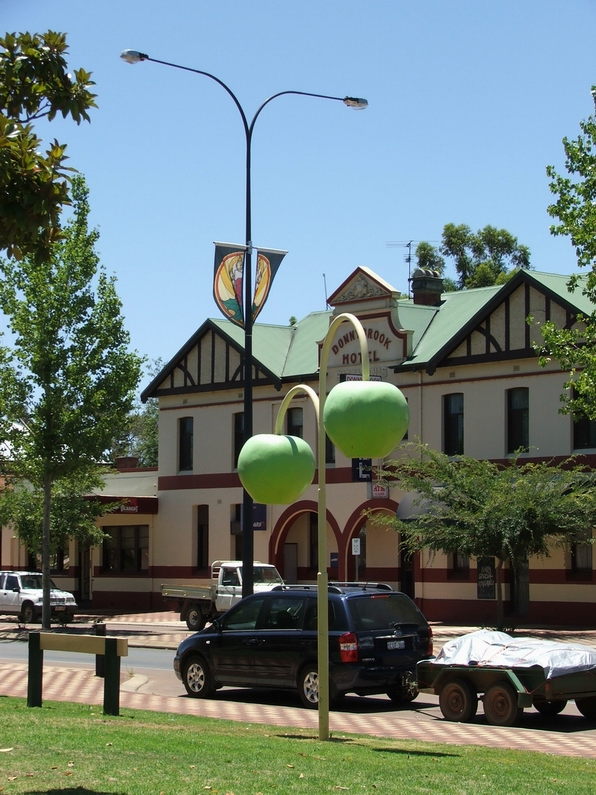
appeldecoraties in Donnybrook

## Klimaat
Donnybrook geniet een mediterraan klimaat.
| Maand                                  | jan  | feb  | mrt  | apr  | mei   | jun   | jul   | aug   | sep   | okt  | nov  | dec  | Jaar  |
| -------------------------------------- | ---- | ---- | ---- | ---- | ----- | ----- | ----- | ----- | ----- | ---- | ---- | ---- | ----- |
| Hoogste maximum (°C)                   | 43,5 | 44,6 | 42,4 | 37,3 | 30,6  | 28,5  | 23,9  | 26,7  | 31,6  | 35,3 | 39,1 | 42,6 | 44,6  |
| Gemiddeld maximum (°C)                 | 30,6 | 30,5 | 28,0 | 24,1 | 20,0  | 17,5  | 16,5  | 17,3  | 18,8  | 21,2 | 24,9 | 28,2 | 23,1  |
| Gemiddeld minimum (°C)                 | 14,1 | 14,4 | 13,0 | 10,4 | 8,2   | 6,7   | 5,7   | 6,1   | 7,1   | 8,4  | 10,5 | 12,4 | 9,8   |
| Laagste minimum (°C)                   | 3,3  | 1,7  | 1,6  | −0,2 | −1,2  | −2,5  | −3,0  | −2,6  | −2,2  | −0,5 | 0,4  | 1,7  | −3,0  |
|                                        |      |      |      |      |       |       |       |       |       |      |      |      |       |
| Neerslag (mm)                          | 12,7 | 14,9 | 25,1 | 49,6 | 134,4 | 187,1 | 186,8 | 148,9 | 102,3 | 62,9 | 32,8 | 16,5 | 974   |
| Regendagen (dag)                       | 3,2  | 3,2  | 4,7  | 8,7  | 15,0  | 18,5  | 21,0  | 19,4  | 16,2  | 12,4 | 7,9  | 4,6  | 134,8 |
| Relatieve luchtvochtigheid (%)         | 35   | 36   | 39   | 47   | 57    | 64    | 63    | 59    | 56    | 50   | 42   | 37   | 48,8  |
| Bron: Australian Bureau of Meteorology |      |      |      |      |       |       |       |       |       |      |      |      |       |

Acton Park · Alexandra Bridge · Allanson · Augusta · Balingup · Benger · Binningup · Boyanup · Boyup Brook · Bramley · Bridgetown · Brookhampton · Brunswick Junction · Bunbury · Burekup· Busselton · Capel · Carbunup River · Chowerup · Collie · Cookernup · Cowaramup · Cundinup · Dardanup · Deanmill · Dingup · Dinninup · Donnelly River · Donnybrook · Dunsborough · Elgin · Ferguson · Forest Grove · Forrest Beach · Gnarabup · Gracetown · Greenbushes · Harvey · Hester · Jardee · Jarrahwood · Karridale · Kirup · Kudardup · Kulikup · Ludlow · Manjimup · Margaret River · Mayanup · Metricup · Mullalyup · Myalup · Nannup · Northcliffe · Nyamup · Pemberton · Peppermint Grove Beach · Prevelly · Quindalup · Quinninup · Roelands · Rosa Brook · Shotts · Stratham · Uduc · Vasse · Walpole · Waterloo · Wilga · Windy Harbour · Witchcliffe · Wilyabrup · Wokalup · Wonnerup · Worsley · Yallingup · Yalup Brook · Yarloop · Yoongarillup · Yornup